# Ali Bencheikh
Pour les articles homonymes, voir Bencheikh.
 (novembre 2016).
Si vous disposez d'ouvrages ou d'articles de référence ou si vous connaissez des sites web de qualité traitant du thème abordé ici, merci de compléter l'article en donnant les références utiles à sa vérifiabilité et en les liant à la section « Notes et références ».
Ali Bencheikh (en arabe : علي بن شيخ), né le 9 janvier 1955 à El M'hir (dans la région de Bordj Bou Arreridj) en Algérie, est un footballeur international algérien évoluant au poste de meneur de jeu. Il passe la majeure partie de sa carrière au MC Alger et prend sa retraite en 1988. Il devient par la suite entraîneur du CRB puis consultant sportif sur la chaîne algérienne El Haddaf TV.
Il compte 48 sélections en équipe nationale entre 1976 et 1985.

## Biographie
Né le 9 janvier 1955 à  Ath Ouagag ( Commune de Fedala ) dans la région de l'actuelle wilaya de Bordj Bou Arreridj en Algérie, Ali Bencheikh se révéla au public à l'âge de 17 ans. International à plusieurs reprises ayant récolté de nombreux titres nationaux avec le club Algérois (MC Alger). « Alilou », comme aimaient l'appeler les supporters du MCA, a passé presque la quasi-totalité de sa carrière au MCA, pendant 15 ans (1972-1988).
Dans les années 2010, il devient le consultant vedette de la chaîne de télévision El Heddaf, notamment en raison de ses interventions « décalées » et de son « langage cru, direct et sans protocole ».

## Statistiques
| Saison                | Club                  | Championnat           | Championnat | Championnat | Coupe(s) nationale(s) | Coupe(s) nationale(s) | Compétition(s) continentale(s) | Compétition(s) continentale(s) | Compétition(s) continentale(s) | Total | Total |
| Saison                | Club                  | Division              | M.          | B.          | M.                    | B.                    | Comp.                          | M.                             | B.                             | M.    | B.    |
| 1972-1973             | MC Alger              | 1                     | 2           | 0           | 0                     | 0                     | -                              | -                              | -                              | 2     | 0     |
| 1973-1974             | MC Alger              | 1                     | 21          | 1           | 0                     | 0                     | C3                             | 2                              | 1                              | 23    | 2     |
| 1974-1975             | MC Alger              | 1                     | 25          | 8           | 4                     | 0                     | C3                             | 1                              | 0                              | 30    | 8     |
| 1975-1976             | MC Alger              | 1                     | 28          | 3           | 6                     | 5                     | C1+C3                          | 10+2                           | 2+0                            | 46    | 10    |
| 1976-1977             | MC Alger              | 1                     | 15          | 4           | 2                     | 0                     | -                              | -                              | -                              | 17    | 4     |
| 1977-1978             | MC Alger              | 1                     | 21          | 5           | 2                     | 1                     | -                              | -                              | -                              | 23    | 6     |
| 1978-1979             | MP Alger              | 1                     | 0           | 0           | 0                     | 0                     | -                              | -                              | -                              | 0     | 0     |
| 1980-1981             | MP Alger              | 1                     | 10          | 1           | 0                     | 0                     | -                              | 1                              | 0                              | 11    | 1     |
| 1981-1982             | MP Alger              | 1                     | 16          | 1           | 2                     | 0                     | -                              | -                              | -                              | 18    | 1     |
| 1982-1983             | MP Alger              | 1                     | 18          | 0           | 5                     | 3                     | -                              | -                              | -                              | 23    | 3     |
| 1983-1984             | MP Alger              | 1                     | 16          | 3           | 1                     | 0                     | C2                             | 4                              | 1                              | 21    | 4     |
| 1984-1985             | MP Alger              | 1                     | 28          | 6           | 4                     | 0                     | -                              | -                              | -                              | 32    | 6     |
| 1985-1986             | MP Alger              | 2                     | 12          | 4           | 2                     | 1                     | -                              | -                              | -                              | 14    | 5     |
| 1987-1988             | MC Alger              | 1                     | 26          | 1           | 3                     | 0                     | -                              | -                              | -                              | 29    | 1     |
| Sous-total            | Sous-total            | Sous-total            | 238         | 37          | 31                    | 10                    | -                              | 20                             | 4                              | 289   | 51    |
| 1979-1980             | DNC Alger             | 1                     | 30          | 12          | -                     | -                     | -                              | -                              | -                              | 30    | 12    |
| 1986-1987             | JSM Chéraga           | 3                     | 28          | 9           | -                     | -                     | -                              | -                              | -                              | 28    | 9     |
| Total sur la carrière | Total sur la carrière | Total sur la carrière | 300         | 57          | 32                    | 10                    | -                              | 20                             | 4                              | 352   | 71    |

## Palmarès

### En Club
MC Alger
- Championnat d'Algérie (4) :
  - Champion : 1975, 1976, 1978 et 1979.

- Coupe d'Algérie (2) :
  - Vainqueur :  1976 et 1983.

- Coupe d'Afrique des clubs champions (1) :
  - Vainqueur : 1976.
- Supercoupe d'Algérie :
  - Finaliste : 1973.
- Coupe du Maghreb des vainqueurs de coupe de football (1) :
  - Vainqueur : 1974

- Coupe du Maghreb des clubs champions :
  - Finaliste : 1976

### En sélection
Algérie
- Jeux africains (1) :
  -  Médaille d'or : 1978.

- Jeux méditerranéens :
  -  Médaille de Bronze : 1979.

- Coupe d'Afrique des nations :
  - 4e : 1982.

## Distinctions personnelles
- Meilleur joueur du championnat d'Algérie : 1976, 1977 et 1978.

- Ballon d'or africain
  - Ballon de bronze : 1976.
  - Ballon d'argent : 1978.